# 北方独行菜
北方独行菜（学名：Lepidium cordatum），又名心叶独行菜，为十字花科独行菜属的植物。分布在中亚、蒙古、西伯利亚以及中国大陆的内蒙古、甘肃、新疆、青海、宁夏等地，生长于海拔1,400米至3,900米的地区，常生长在盐化草甸和盐化低地。